# Telmatoscopus fraudulentus
Telmatoscopus fraudulentus és una espècie d'insecte dípter pertanyent a la família dels psicòdids que es troba a l'Àfrica del Nord (Algèria), Alemanya (Hessen) i, probablement també, l'Estat espanyol.